# Ysane
Ysane (tidigare stavning Ysinge, eller i vissa skrifter Ysanna) är en ort i Sölvesborgs kommun i Blekinge län, som är kyrkby i Ysane socken. Från 2015 räknar SCB Ysane åter som tätort.
Byn har vuxit upp kring Ysane kyrka. 

## Befolkningsutveckling
| Befolkningsutvecklingen i Ysane 1980–2020                                                                                      | Befolkningsutvecklingen i Ysane 1980–2020 | Befolkningsutvecklingen i Ysane 1980–2020 | Befolkningsutvecklingen i Ysane 1980–2020 | Befolkningsutvecklingen i Ysane 1980–2020 |
| --- | ----------------------------------------- | ----------------------------------------- | ----------------------------------------- | ----------------------------------------- |
| |                                           |                                           |                                           |                                           |
| År |                                           |                                           | Folkmängd                                 | Areal (ha)                                |
| 1980 | 1980                                      |                                           | 240                                       |                                           |
| 1990 | 1990                                      |                                           | 222                                       | 56                                        |
| 1995 | 1995                                      |                                           | 217                                       | 56                                        |
| 2000 | 2000                                      |                                           | 226                                       | 56                                        |
| 2005 | 2005                                      |                                           | 212                                       | 56                                        |
| 2010 | 2010                                      |                                           | 193                                       | 56**                                      |
| 2010 | 2010                                      |                                           | 140                                       | 25#                                       |
| 2015 | 2015                                      |                                           | 214                                       | 56                                        |
| 2020 | 2020                                      |                                           | 218                                       | 56                                        |
| Anm.: Ny tätort 1980. Upphörde som tätort 2010. Åter tätort 2015. ** Som upphörd tätort (mindre än 200 invånare) # Som småort. |                                           |                                           |                                           |                                           |

Ysane förlorade sin status som tätort 2010 på grund av minskande befolkning.